# لمارش
لمارش (به انگلیسی: Lamarsh) یک روستا و محله مدنی در بریتانیا است که در Braintree واقع شده‌است. لمارش ۱۸۷ نفر جمعیت دارد.